# Възвратна пружина
Възвратна пружина – пружина в механизма на автоматичното оръжие, предназначен за възврата на подвижните части на оръжието – затвора, в някои системи също и ствола и газовото бутало – в изходно положение след изстрела. В преобладаващата част от образците оръжие представлява извита цилиндрична пружина, работеща на притискане, но се срещат и системи с пластинчата (ранните варианти на пистолета Люгер) или спирална (ръчната картечница Люис обр. 1915 г.) възвратни пружини.
В редица системи възвратната пружина едновременно служи като бойна и в този случай се нарича възвратно-бойна (например, в повечето картечните пистолети).